# ورقيات
الورقيات أو خفاش الأنف الورقي (الاسم العلمي: Phyllostomidae)، أو خفاش الأنف الورقي العالم الجديد، فصيلة تتواجد في جميع أنحاء أميركا الوسطى والجنوبية، من المكسيك حتى شمال الأرجنتين. وهي الفصيلة الأكثر تنوع بيئي داخل رتبة الخفاشيات. معظم الأنواع آكلة للحشرات، لكن خفافيش الأنف الورقي شاملة الأنواع المفترسة الحقيقية فهي آكلة للفواكه (فصيلتي Stenodermatinae وCarolliinae). فمثلا، مصاص الدماء الكاذب مثل الخفاش الطيفي (Vampyrum spectrum)، يعد أكبر الخفافيش في الأمريكتين، فهو يأكل الفقاريات بما في ذلك الحمام الصغير الحجم. وقد تطورت أعضاء هذه الفصيلة لاستخدام المجموعات الغذائية كالفواكه، الرحيق، حبوب اللقاح، الحشرات، الضفادع، الخفافيش الأخرى، والفقاريات الصغيرة، وعلى الدم في حالة الخفافيش المصاصة للدماء.